# Ґортва (село)
Ґортва (словац. Gortva, угор. Gortvakisfalud) — село, громада в окрузі Рімавська Собота, Банськобистрицький край, Словаччина. Кадастрова площа громади — 9,63 км². Населення — 537 осіб (за оцінкою на 31 грудня 2017 р.).
Перша згадка 1326 року.

## Населення
| Рік:            | 1994. | 2004.    | 2014.   | 2024.    |
| --------------- | ----- | -------- | ------- | -------- |
| Кількість осіб: | 428   | 518      | 543     | 472      |
| Різниця:        |       | +21,02 % | +4,82 % | -13,07 % |

| Рік:            | 2023. | 2024.   |
| --------------- | ----- | ------- |
| Кількість осіб: | 461   | 472     |
| Різниця:        |       | +2,38 % |